# Drapeau de New York
Ne doit pas être confondu avec Drapeau de l'État de New York.
Le drapeau de la ville de New York est un drapeau à bandes verticales bleue, blanche et orange, de largeur égale. Bien qu'on pourrait penser à la France, le drapeau est en fait dérivé du drapeau historique des Pays-Bas, le drapeau du prince : en effet, au XVIIe siècle, les Néerlandais furent les premiers Européens à coloniser la région. Le drapeau actuel est utilisé depuis 1915, avec une légère modification en 1977. La bande blanche comprend un blason bleu qui comporte plusieurs symboles et références :
- Le pygargue à tête blanche, symbole des États-Unis ;
- Les deux hommes : à gauche, un marin représentant les premiers colons, à droite, un indien de Manhattan ;
- Les deux castors, emblèmes de la Compagnie néerlandaise des Indes occidentales, première compagnie à venir à New York ;
- Le moulin à vent, les tonneaux de farine et les fleurs en couronne, représentant l’industrie new yorkaise ;
- La devise latine « Sigillum Civitatis Novi Eboraci » (qui signifie : « Le sceau de la ville de New York ») ;
- L'année 1625, année de la création de la ville de La Nouvelle-Amsterdam, future New York, par les colons néerlandais.

Il existe aussi plusieurs variantes à ce drapeau, comme celui de la mairie de la ville, qui comporte cinq étoiles bleues dans la bande blanche pour les cinq arrondissements de la ville de New York, ou le drapeau du conseil municipal qui comporte l’inscription Council dans la bande centrale.